# Lilla Bengölen
Lilla Bengölen är en sjö i Norrköpings kommun i Östergötland och ingår i Kilaån-Motala ströms kustområde.